# Río Ugueto
Le río Ugueto est un cours d'eau de l'Amazonie vénézuélienne. Situé à l'extrême sud-est de l'État d'Amazonas, il se jette à proximité de la localité de Parepoy-teri en rive gauche de l'Orénoque dont il est l'un des premiers affluents. Il prend sa source à l'extrémité sud de la sierra Parima à la frontière avec le Brésil, dans un massif voisin du cerro Delgado Chalbaud où l'Orénoque prend sa source. Son principal affluent en rive gauche et le río Tigre.